# Bill Guttentag
Bill Guttentag, né le 1er octobre 1958 à Brooklyn New York, est un producteur, réalisateur et écrivain américain.

## Biographie
Bill est né le 1er octobre 1958, à Brooklyn New York. Il a grandi à Philadelphie.
Il est diplômé de l'université de Pennsylvanie et de l'American Film Institute. Il a réalisé de nombreux documentaires pour de grandes télés américaines, notamment 'Death on the Job' (1991) et 'Blue Highway' (1994).
Il a été récompensé par un oscar en 1989 pour You Don' t Have to Die, documentaire sur le combat d'un jeune garçon atteint d'un cancer, et de nouveau en 2003  pour Twin Towers documentaire sur les attentats du 11 septembre 2001.
Il réalise en 2007 son premier long métrage, 'Live !', satire analysant la complexité du jugement moral, de la concurrence et des valeurs contemporaines véhiculées par le phénomène de télé-réalité. Bill Guttentag est aussi professeur d'économie du cinéma et de la télévision à l'université Stanford.

## Filmographie

### En tant que réalisateur
- 1988 : You Don't Have to Die (court métrage documentaire)
- 1991 : Death on the Job (moyen métrage documentaire)
- 2003 : Twin Towers (moyen métrage documentaire)
- 2007 : Nanking
- 2007 : Live !
- 2012 : Knife Fight

## Romans
- Boulevard, Gallimard, Série noire, 2013 ((en) Boulevard, 2010)